# Пересыльная тюрьма (Петербург)
Пересыльная тюрьма — ранее существовавшая в Санкт-Петербурге тюрьма.
С 1818 году петербургская пересыльная тюрьма находилась при Управе благочиния на Моховой улице, 41. В 1852 году тюрьма была переведена в здание бывшего рабочего дома в Демидовом пер., 10 (ныне пер. Гривцова). Но то, что пересыльная тюрьма размещалась в центре города, было неудобным, к тому же она была тесной, поэтому было решено построить для пересыльной тюрьмы новое здание на берегу реки Монастырки, рядом с городским арестным домом (набережная реки Монастырки, 13-15 / улица Хохрякова, 1).
Комплекс зданий тюрьмы, рассчитанный на 600 мужчин и 100 женщин, был построен к 1894 году по проекту архитектора главного тюремного управления А. О. Томишко (спроектировавшего также здание тюрьмы «Кресты»). Строительство велось хозяйственным способом под наблюдением специальной комиссии, возглавляемой Э. И. Жибером.
В 1901 году в тюрьму на недолгое время были заключены участники студенческой демонстрации у Казанского собора.
До 1904 года в тюрьме работали только некоторые заключённые (по приговору), а с февраля 1904-го работали все заключённые. Тех из них, кто не знал никакого ремесла, привлекали к картонажному производству, отбывающие наказание за нищенство привлекались к щипанию пеньки. Из общего валового дохода за 1904 год, составившего 30 255 рублей 93 копейки, заключенным за произведенные работы заплатили 12 054 рубля 89 копеек. Также при тюрьме была школа для малолетних заключённых. В 1914 году были надстроены два этажа тюремной церкви.
С 1917 года в здании находился 2-й исправдом (Дом исправительно-трудового воспитания). С 1920 года действовал тюремный театр.
В 1930-е тюрьма вновь использовалась как пересыльная тюрьма.
Тюрьма была закрыта в 1955 году. В настоящее время комплекс зданий Пересыльной тюрьмы находится на территории НПО ЦКТИ им. И. И. Ползунова, и здания имеют адрес Атаманская улица, 3 — Кременчугская улица, 6.
В 2015 году комплекс зданий тюрьмы был включён в единый государственный реестр объектов культурного наследия народов Российской Федерации в качестве памятника градостроительства и архитектуры регионального значения. (Распоряжение КГИОП № 10-134 от 27.03.2015).